# Theope methemona
Theope methemona is een vlindersoort uit de familie van de prachtvlinders (Riodinidae), onderfamilie Riodininae.
Theope methemona werd in 1868 beschreven door H. Bates.